# La Granja del Pas
La Granja del Pas és un documental dirigit per Sílvia Munt estrenat el 2015 basat en els afectats pels desnonaments i les activitats de la Plataforma d'Afectats per la Hipoteca de Sabadell que va seguir al llarg d'un any a la Granja del Pas, lloc que dona el títol al film.

## Argument
Després de conviure durant un any amb les persones que pateixen la precarietat económica i la transformació que en molts casos experimenten, la pel·lícula se centra en les històries humanes. Des del seu relat comparteix amb ells la seva veritat, on expliquen de manera senzilla i directa el seu dolorós camí, les seves experiències, les seves pors, però també l'alegria de tornar a creure en les seves pròpies forces; un viatge personal que trenca un mur atàvic a l'interior de qui ho escolta.

## Repartiment
- Antonio Zamora
- Elisa Moreno
- Mati Gómez
- Núria Solé
- Vicente Palomo
- Manel Domenech[2]

## Premis
- Primer Premi de la secció "Tiempo de Historia" de Seminci, Semana Internacional de Cine de Valladolid, 2015[1]